# 广兴仓站
廣興倉站（：／ Gwangheungchang yeok */?）副站名西江（서강），是首尔地铁6号线沿線的一座地下車站，位於韓國首爾特別市麻浦區倉前洞。站名源自朝鮮時期存放穀糧的倉庫「廣興倉」。

## 車站構造
站體為1面2線島式月台的地下車站，候車月台設有月台幕門，並有6處出口。

### 月台配置
| 上水 ↑   |
| 下 上 \| |
| ↓ 大興   |

| 月台 | 路線           | 目的地                                 |
| ---- | -------------- | -------------------------------------- |
| 上行 | ●首尔地铁6号线 | 合井、數碼媒體城、鷹岩方向             |
| 下行 | ●首尔地铁6号线 | 大興、三角地、花郎臺、烽火山、新內方向 |

## 歷史
- 2000年12月15日：落成啟用。

## 車站周邊
- 西江大橋
- 首爾西江初等學校
- 首爾新石初等學校
- 麻浦老人福祉館
- 新村延世醫院
- 首爾麻浦消防署
- 光成高校
- 光成中學
- 新水中學
- 新水市場
- 新水治安中心
- 麻浦稅務署
- 麻浦綜合市場

## 圖片

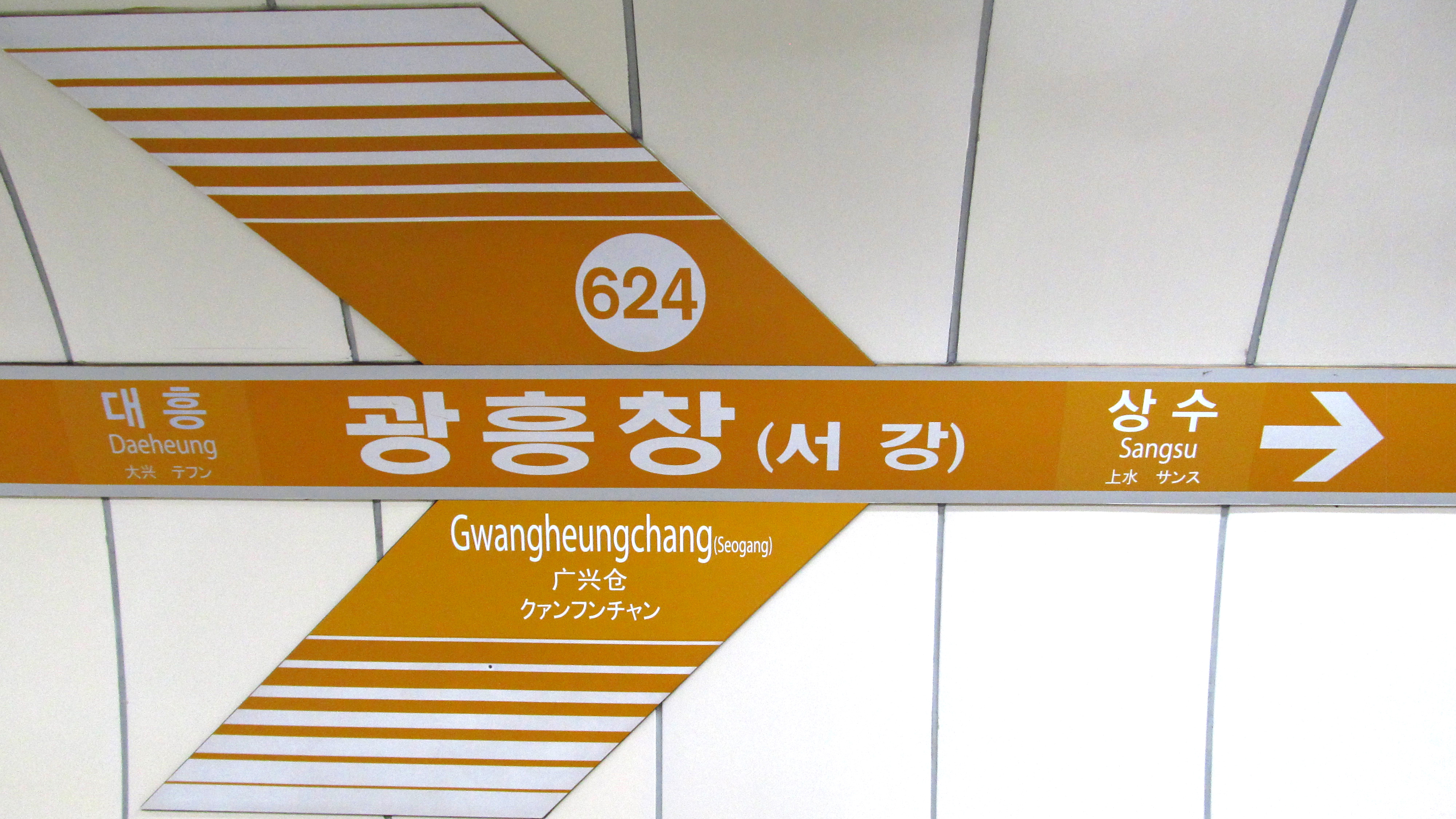
站名牌
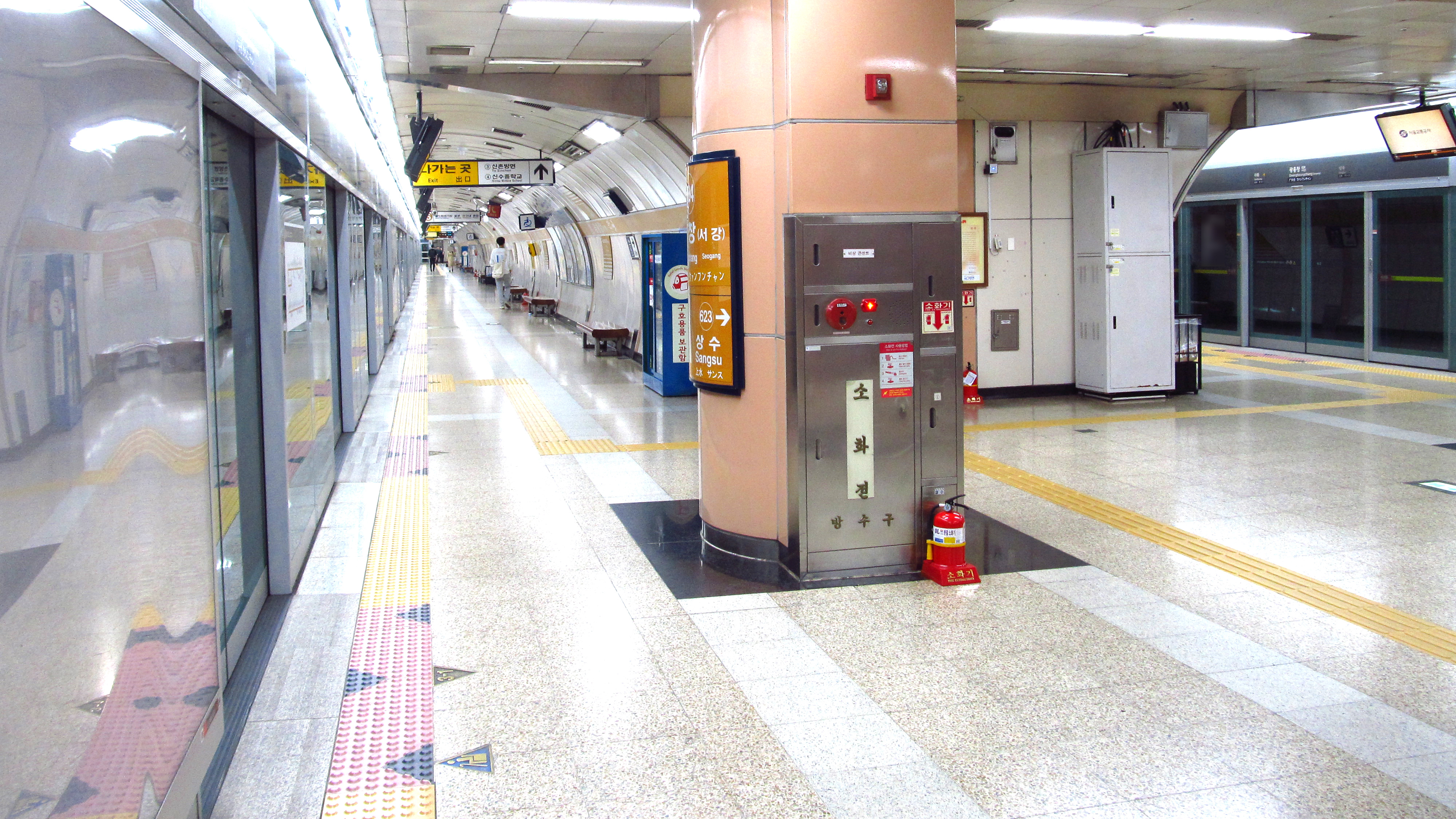
候車月台
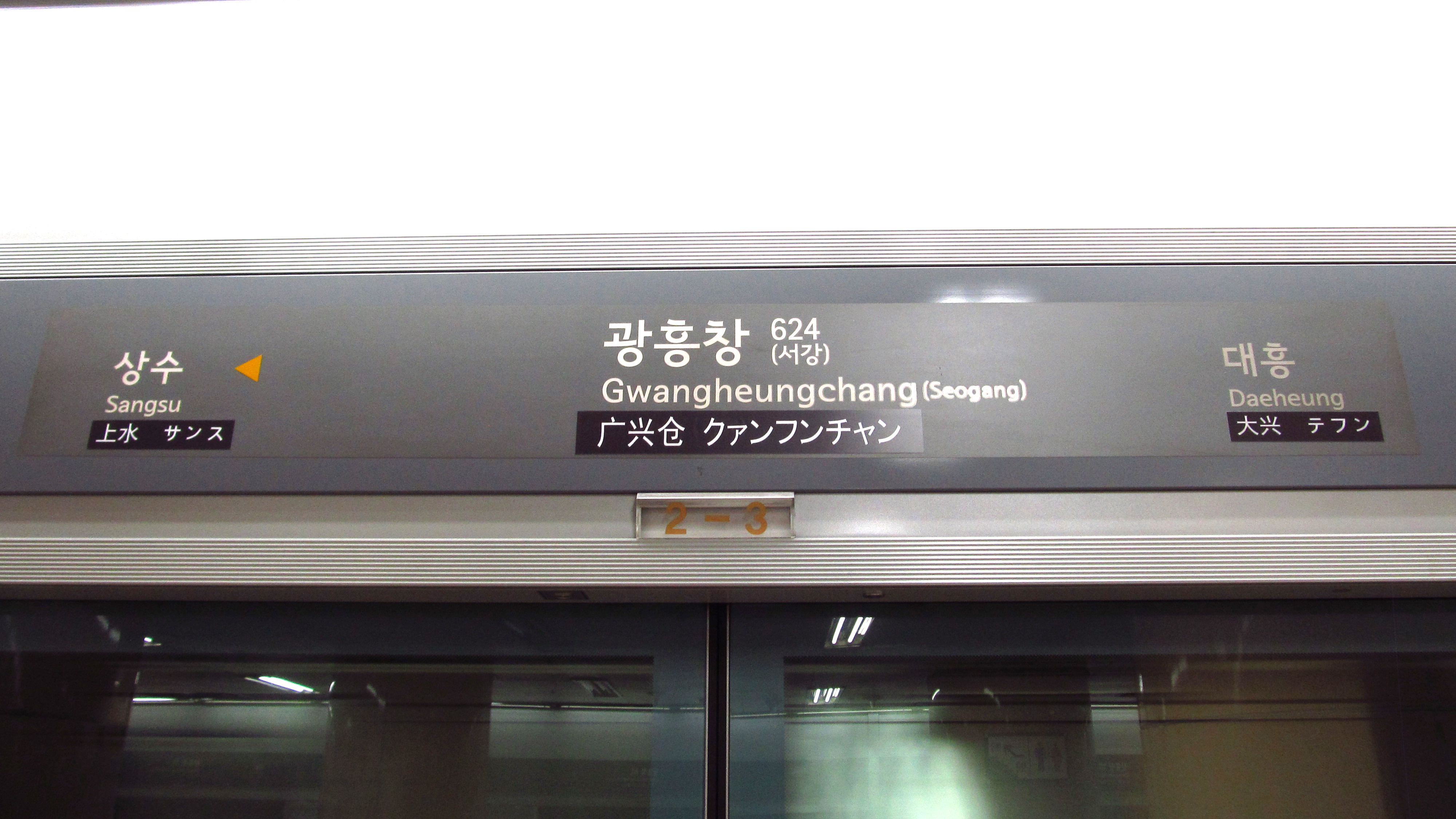
月台門資訊板
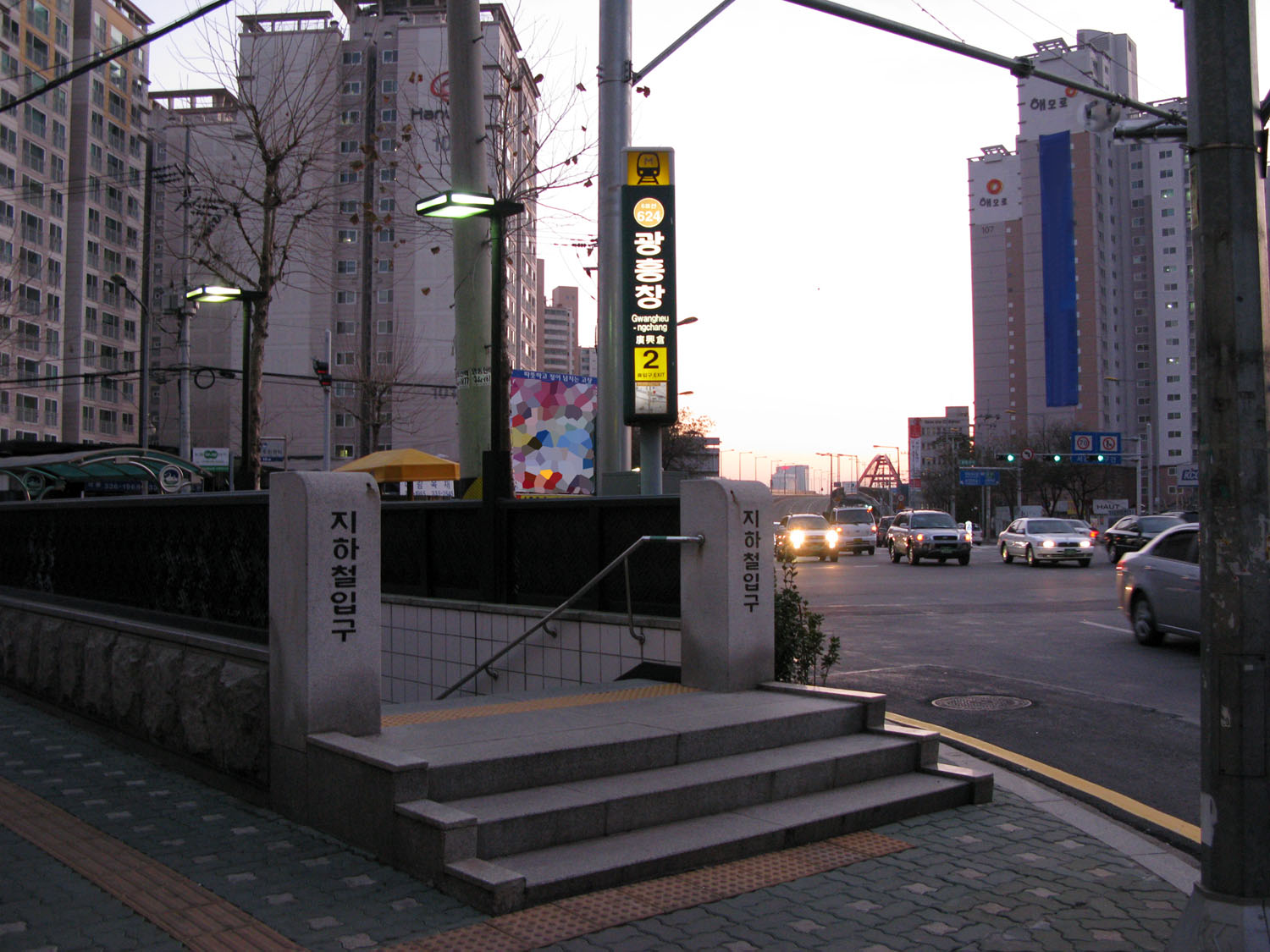
2號出口
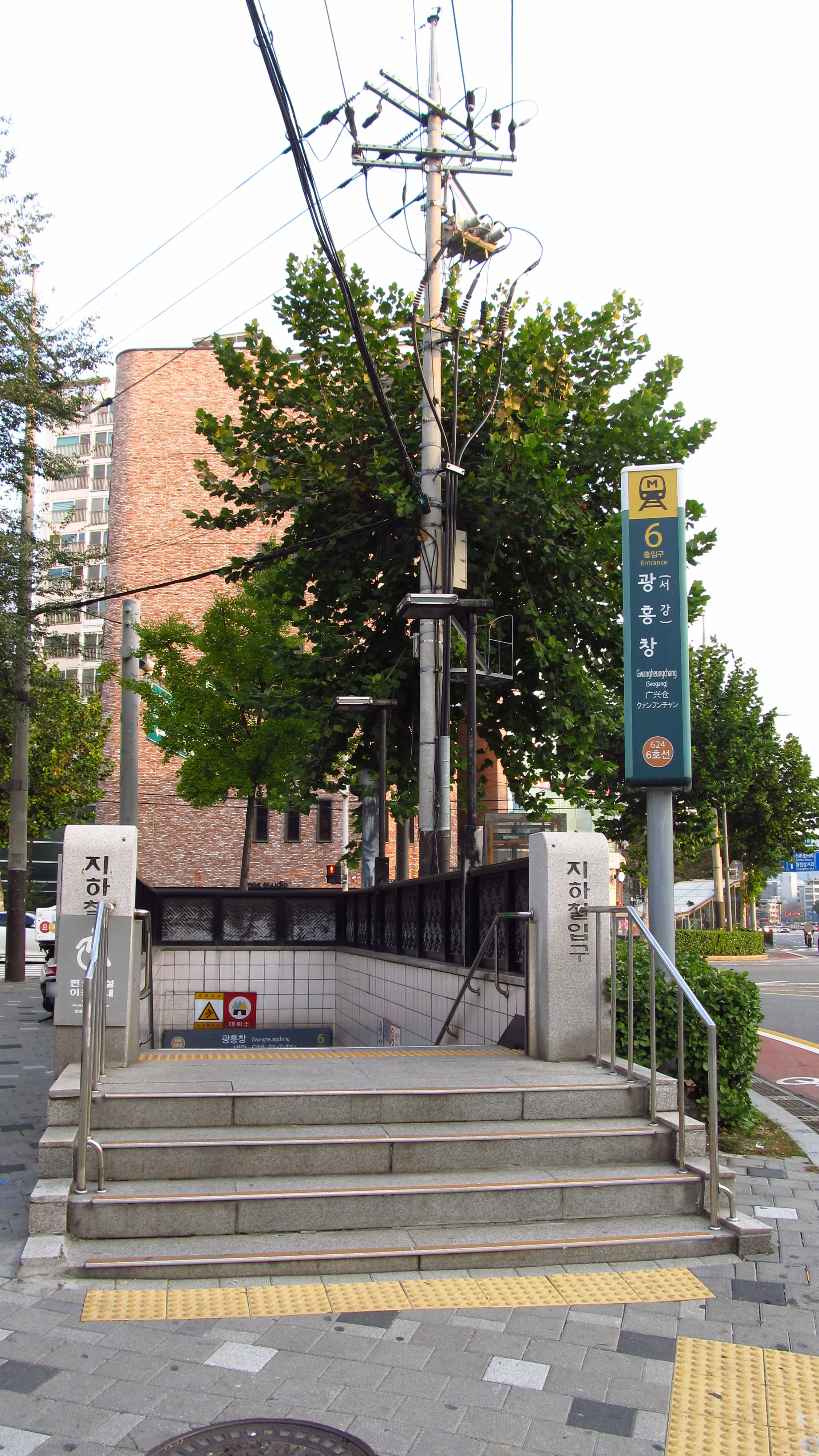
6號出口

## 相鄰車站
首爾交通公社
●首尔地铁6号线
上水（623）－廣興倉（624）－大興（625）